# نيستور فابري
نيستور فابري (بالإسبانية: Néstor Fabbri) (مواليد 29 أبريل 1968) هو لاعب كرة قدم. يلعب مع منتخب الأرجنتين لكرة القدم. سبق له أن لعب في كأس العالم لكرة القدم مع منتخب بلاده.

## مسيرته الكروية
لعب نيستور فابري خلال مسيرته الاحترافية مع 8 أندية في عشرون موسمًا وسجل خلالها 38 هدفًا ضمن 554 مباراة. حيث فاز في موسمين بالكأس وفي موسمين بالدوري.
خاض نيستور فابري مسيرته مع نادي راسينغ في موسم 1986–87 ليلعب معه ستة مواسم، مشاركًا في 169 مباراة سجل خلالها 6 أهداف. ثم انتقل إلى نادي أمريكا دي كالي ما بين عامي 1992 و1993 لمدة موسم واحد، حيث شارك في 29 مباراة سجل خلالها هدفًا واحدًا. لينتقل بعدها إلى نادي لانوس في موسم 1992–93 ولمدة موسمين، مشاركًا في 46 مباراة سجل خلالها 4 أهداف. ثم انتقل إلى نادي بوكا جونيورز في موسم 1994–95 ليلعب معه أربعة مواسم، مشاركًا في 117 مباراة سجل خلالها 13 هدفًا. هذا وانتقل لاحقًا إلى نادي نانت في موسم 1998–99 ليلعب معه أربعة مواسم، مشاركًا في 116 مباراة سجل خلالها 9 أهداف. ثم انتقل بعدها إلى نادي غانغون في موسم 2002–03 لمدة موسم واحد، مشاركًا في 33 مباراة سجل خلالها هدفًا واحدًا. ليعود وينتقل من جديد، لكن هذه المرة إلى نادي إستوديانتيس دي لا بلاتا في موسم 2003–04 لمدة موسم واحد، مشاركًا في 26 مباراة سجل خلالها هدفًا واحدًا أيضًا. لينتقل بعدها إلى نادي أتليتكو للبنين ‏ في موسم 2004–05 لمدة موسم واحد، مشاركًا في 18 مباراة سجل خلالها 3 أهداف.

## روابط خارجية
- نيستور فابري على موقع الاتحاد الدولي (مؤرشف)  (الإنجليزية)
- نيستور فابري على موقع قاعدة بيانات كرة القدم.إي يو (الإنجليزية)
- نيستور فابري على موقع ناشيونال فوتبول تيمز (الإنجليزية)
- نيستور فابري على موقع عالم كرة القدم.نت (الإنجليزية)
- نيستور فابري على موقع أوليمبيديا (الإنجليزية)